# XIII Legislatura da Assembleia Legislativa da Região Autónoma da Madeira
A XIII Legislatura (2023-2024) foi o anterior mandato da Assembleia Legislativa Regional da Madeira, resultante das eleições regionais de 2023. Até hoje, foi a legislatura com o maior número de grupos parlamentares e partidos representados, num total de nove.
A legislatura teve início em 11 de outubro de 2023, com a tomada de posse dos deputados eleitos em 2023, e terminou em 6 de junho de 2024, com a tomada de posse dos eleitos nas eleições seguintes.

Ireneu Barreto, representante da República
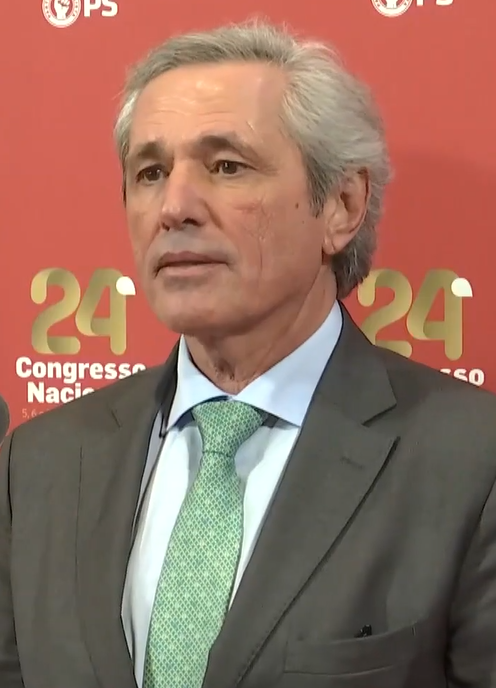
José Manuel Rodrigues, presidente da Assembleia da República
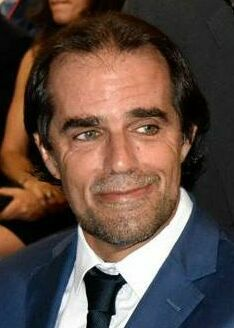
Miguel Albuquerque, presidente do XIV Governo Regional da Madeira

## Grupos parlamentares e deputados únicos
Houve nove partidos representados, quatro dos quais apenas com deputados únicos em vez de grupos parlamentares.
Nesta legislatura, a Iniciativa Liberal e o Chega obtiveram pela primeira vez representação na Assembleia Legislativa. O Bloco de Esquerda e o Pessoas-Animais-Natureza, que já tinham tido representação no passado mas não na legislatura imediatamente anterior, regressaram ao Parlamento.
Ao contrário do que sempre aconteceu na Assembleia da República e que corresponde grosso modo ao posicionamento de cada partido no espectro político, o Chega, de direita radical, ficou sentado à esquerda do hemiciclo, entre o Partido Socialista e o Junto pelo Povo, ambos de centro-esquerda. Também ao contrário do que acontece a nível nacional, a Iniciativa Liberal senta-se ao centro, ao invés de à direita do Partido Social Democrata.
A distribuição dos lugares pelos grupos parlamentares foi a seguinte:
| Grupo parlamentar | Grupo parlamentar           | Lista por que foram eleitos          | Deputados     | Notas |    | |
| ----------------- | --------------------------- | ------------------------------------ | ------------- | --- | -- | --- |
|                   | Partido Social Democrata    | Lista por que foram eleitos          | Somos Madeira | Notas | 20 | O PPD/PSD não obteve maioria absoluta dos deputados pela 2.ª vez desde que o parlamento regional existe. |
|                   | Partido Socialista          | Partido Socialista                   | 11            | |    | |
|                   | Juntos Pelo Povo            | Juntos Pelo Povo                     | 5             | |    | |
|                   | Chega                       | Chega                                | 4             | O partido estreia-se na assembleia regional. |    | |
|                   | CDS - Partido Popular       | Somos Madeira                        | 3             | |    | |
|                   | Partido Comunista Português | CDU - Coligação Democrática Unitária | 1             | O PCP não terá grupo parlamentar, mas, sim, um deputado único representante do partido. O partido concorreu, como sempre fez desde 1988, em coligação com o Partido Ecologista "Os Verdes" (PCP-PEV). |    | |
|                   | Iniciativa Liberal          | Iniciativa Liberal                   | 1             | O partido estreia-se na assembleia regional. |    | |
|                   | Pessoas–Animais–Natureza    | Pessoas–Animais–Natureza             | 1             | O PAN regressa ao parlamento dando suporte ao governo PSD/PPD e CDS-PP |    | |
|                   | Bloco de Esquerda           | Bloco de Esquerda                    | 1             | O BE regressa ao parlamento |    | |
| Total             | Total                       | Total                                | 47            | |    | |

## Presidente e Mesa
José Manuel Rodrigues, que já presidia à Assembleia na legislatura anterior, foi eleito para um segundo mandato. 
José Prada, Rubina Leal, ambos do PPD/PSD, e Sérgio Gonçalves, do PS, foram eleitos vice-presidentes. Clara Tiago, do PPD/PSD, e Olga Fernandes, do PS, foram as secretárias da Mesa, e Carlos Fernandes, do PPD/PSD, e Gonçalo Aguiar, do PS, os vice-secretários. 

## Lista de deputados
Todos os deputados são eleitos por um único círculo eleitoral correspondente a todo o território da região autónoma. Os deputados que exerceram funções nesta legislatura foram os seguintes:
| Deputado | Deputado | Mandato | Grupo parlamentar | Lista por que foi eleito | Notas |
| -------- | -------- | ------- | ----------------- | ------------------------ | ----- |
|          |          |         |                   |                          |       |
|          |          |         |                   |                          |       |